# Хромая судьба
«Хрома́я судьба́» — роман Аркадия и Бориса Стругацких, представитель «реалистической фантастики» в их творчестве, хотя и включающий мистические элементы. Написан в течение 1982 года, журнальная публикация последовала в 1986 году.
Обе сюжетные линии романа посвящены взаимоотношениям человека искусства с самодостаточным всевластным государством. Герой «московских» глав Феликс Сорокин — немолодой «писатель военно-патриотической темы», многие детали биографии которого навеяны жизненным путём Аркадия Стругацкого. Герой рукописи Сорокина — писатель Виктор Банев — проживает в неизвестном исторически и территориально государстве и неугоден властям. Феликс Сорокин в основном занят выпивкой с приятелями-писателями и работой над постылым заказным сценарием, однако в ту январскую неделю 1982 года, когда происходит действие, сталкивается с людьми и ситуациями, казалось бы, сошедшими со страниц его старых рукописей. Сначала он вынужден добывать соседу эликсир бессмертия, потом его принимают за инопланетянина, а затем в кафе писатель сталкивается с падшим ангелом, предлагающим купить партитуру труб Страшного суда. Каждый из многочисленных сюжетов обрывается и в принципе не может иметь завершения, но все эти события мешают Сорокину добраться до Института лингвистических исследований, куда он обязан представить свои рукописи для изучения. По вечерам Феликс неизменно возвращается к Синей Папке — главному своему, сокровенному тексту, не предназначенному для печати.
В мире писателя Банева («Синей Папке») — нескончаемый дождь и город, населённый обывателями, детей которых отчуждают от родителей «мокрецы». Об этих существах в масках говорят, что они генетически больны, и при этом их курирует военная разведка. Виктор Банев оказывается в этом городе фактически в ссылке, поскольку лично господином президентом ему предложено «перестать бренчать». Банев много рассуждает о ценности творчества и пытается активно разобраться, что же происходит в таинственном городе. Когда Сорокин всё-таки добирается до Института, выясняется, что там установлена электронная машина, способная измерить ценность писательского труда. Компьютером распоряжается некий Михаил Афанасьевич, который заявляет, что его главная миссия — добиться, чтобы Синяя Папка была дописана и закончена, и читает не существующий ещё финал. Банев оказывается свидетелем конца старого мира и наступления нового, солнечного и яркого, в котором спиртное и наркотики обращаются в родниковую воду, рушатся бетонные крепости и ржавеет оружие. Банев счастлив увидеть всё это, но новый мир не принадлежит ему, и он должен «не забыть вернуться».
Основной сюжетный замысел — объективное измерение писательского мастерства — появляется в рабочем дневнике Стругацких в 1971 году. Однако дальнейшие задумки, приведшие к созданию «Хромой судьбы», постепенно разрабатывались с 1977 года. Работа над текстом велась в 1982 году. На первом этапе содержанием Синей Папки Феликса Сорокина был роман «Град обреченный». В 1985 году соавторами было принято решение использовать в качестве «Синей папки» самостоятельную повесть «Гадкие лебеди», созданную ещё в 1960-е годы, но не публиковавшуюся в СССР. Первая публикация в журнале «Нева» (1986, № 8 и 9), однако, содержала отсылки к «Граду обреченному» и имела множество цензурных изъятий из-за горбачёвской антиалкогольной кампании. «Гадкие лебеди» (под названием «Время дождя») были опубликованы в журнале «Даугава» в 1987 году. Полное издание, включающее текст «Гадких лебедей» с чередованием глав о Феликсе Сорокине и Баневе, вышло в 1989 году и неоднократно переиздавалось. В серии «Миры братьев Стругацких» «Хромая судьба» и «Гадкие лебеди» публиковались отдельно. В полном 33-томном собрании сочинений представлены оба варианта: со вставками из «Града обреченного» и окончательный текст.

## Сюжет
Роман состоит из десяти глав с линейным сюжетом. Поскольку в «Хромой судьбе» две фабульные линии — писателя и его произведения, — главы чередуются. «Московские» главы имеют нечётную нумерацию: «1. Феликс Сорокин. Пурга» (глава 1), «3. Феликс Сорокин. Приключение» (глава 2), «5. Феликс Сорокин. „…И животноводство!“» (глава 3), «7. Феликс Сорокин. „Изпитал“» (глава 4) и «9. Феликс Сорокин. „…Для чего ты всё дуешь в трубу, молодой человек?“» (глава 5). Текст «Гадких лебедей» изначально включал 12 глав и расположен в романе так: «2. Банев. В кругу семьи и друзей» (главы оригинала 1—3), «4. Банев. Вундеркинды» (4—6), «6. Банев. Возбуждение к активности» (7—8), «8. Банев. Гадкие лебеди» (главы 9—11; прежнее название повести перешло сюда) и «10. Банев. Exodus» (глава 12).

### Главы о Сорокине

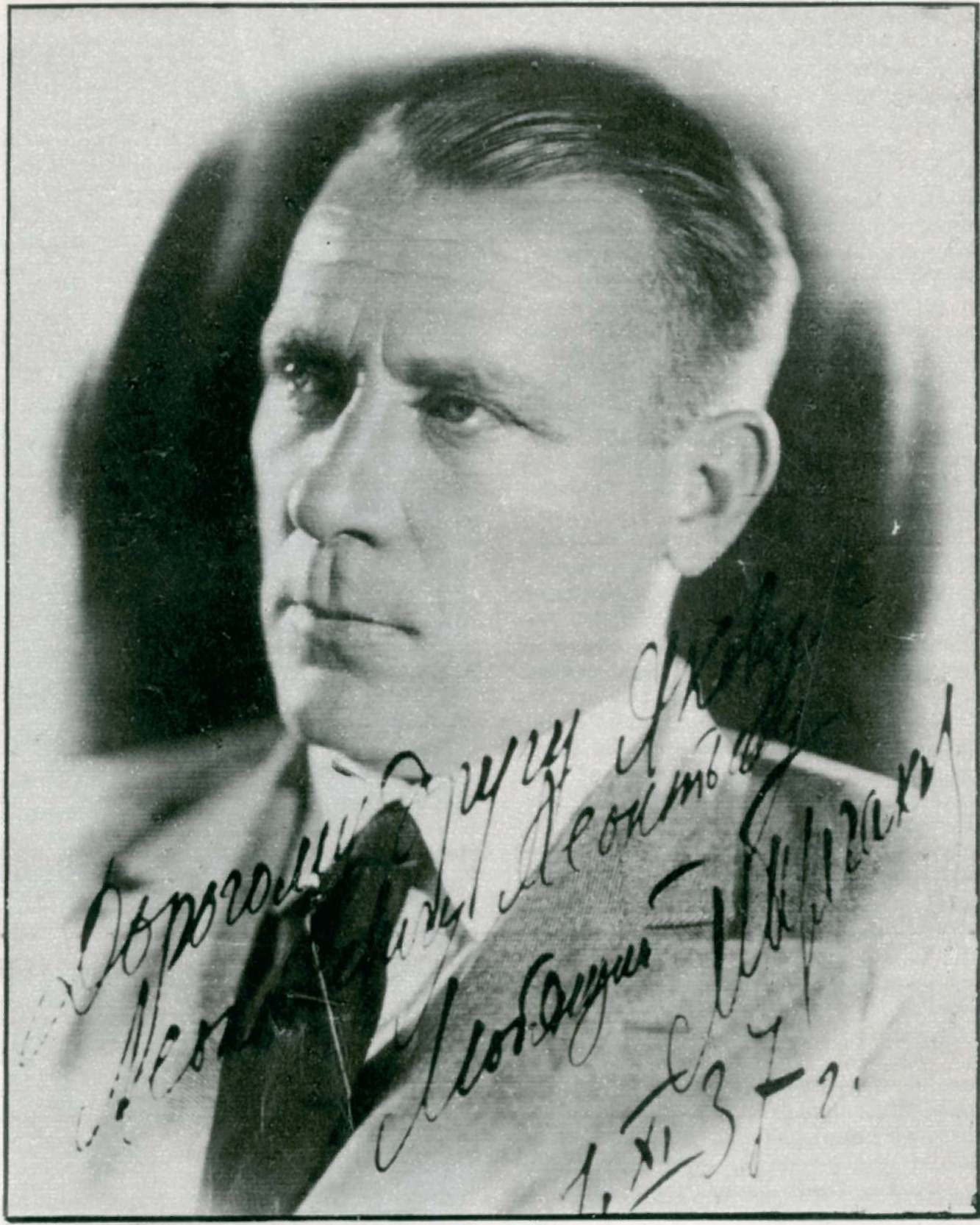
Михаил Афанасьевич Булгаков — прототип оператора «Изпитала»

Главный герой — Феликс Александрович Сорокин, член Союза писателей СССР, прозаик и сценарист пятидесяти шести лет. Он уроженец Ленинграда, в войну окончил Военный институт переводчиков, служил на Камчатке. После демобилизации и переезда в Москву Сорокин сделался писателем-баталистом, известным по своей повести «Товарищи офицеры» и пьесе «Равнение на середину!», но в описываемое время для заработка пишет сценарии военных кинофильмов. Феликс Александрович глубоко неудовлетворён собственной жизнью и, размышляя о том, что чудом не погиб при Курской дуге и провёл в армии всю свою молодость, приходит к выводу, что ему не нужно было писать о войне и военных. Он давно в разводе, дочь Катька живёт отдельно с детьми, хотя и просит отца добывать через Союз писателей дефицитные вещи, например шубу или собрания сочинений. Настоящим творцом Феликс ощутил себя однажды, когда решился опубликовать фантастические «Современные сказки», за которые подвергся жесточайшим проработкам и критическим нападкам, в результате которых заработал инфаркт. Не сложилась у него и личная жизнь: «Было у Ф. Сорокина… множество баб, две или три женщины и не было ни одной любви». Счастливым он ощущает себя только тогда, когда достаёт из заветного шкафа Синюю Папку, в которой лежит рукопись романа о странном городе, где постоянно идёт дождь. Сорокин понимает, что пишет «в стол», то есть его рукопись никогда не будет напечатана при его жизни по политическим и цензурным соображениям.
Основное действие начинается в январскую неделю 1982 года, когда секретариат Союза писателей попросил предоставить образцы текстов в некий Институт лингвистических исследований «на Банной» на предмет исследований в области теории информации. Сразу же начинаются странные приключения: на лестничной площадке отравившийся консервами сосед-поэт просит раздобыть некий «мафусаллин», и Сорокину приходится проникать через ограду в таинственный режимный институт. Когда он сообщает о просьбе поэта страшному Ивану Давыдовичу Мартинсону (которого сравнивает с вурдалаком), за писателем начинает следить некий тип в очках и клетчатом пальто, а сам поэт, вместо благодарности, требует молчать и угрожает. Затем Сорокину приходит анонимное письмо, в котором утверждается, что он — пришелец из космоса, потерянный «своими», но ему обещают оказать всяческую помощь. Когда Феликс решил позавтракать в кафе (заказав с утра мясо в горшочке и пиво), к нему подошёл странный горбун-великан с длинными светлыми волосами, представившись ангелом, изгнанным с небес, и предлагая купить партитуру труб Страшного суда. Сорокин передаёт купленные за пять рублей ноты своему соседу-композитору, но тот не обращает на них никакого внимания: «Опять „Спартак“ пропёр!..» Рядом с ангелом вновь оказывается тип в клетчатом. Добравшись наконец до Банной (соглядатай дремлет в пустом коридоре), Феликс Сорокин узнаёт, что в Институте установлена электронная машина «Изпитал» (Измеритель писательского таланта), которая способна рассчитать «наивероятнейшее количество читателей» данной рукописи, то есть предсказать её будущую судьбу. Здесь Феликс Сорокин вспоминает рассказ Рюноскэ Акутагавы «Мензура Зоили», навеявший подобный сюжет. Со старыми рукописями Сорокина работает сероглазый Михаил Афанасьевич, которого Феликс поначалу не узнаёт. В финале Сорокин со своей «последней женщиной», красавицей Ритой, идёт в ресторан писательского Клуба, где, поражённый, осознаёт, кто такой Михаил Афанасьевич. В их финальном разговоре наглядно демонстрируется, что терзания Феликса по адресу Синей Папки бессмысленны: Михаил Афанасьевич читает Сорокину ещё не написанный финал его романа.

Поймите, Феликс Александрович, нет мне никакого дела ни до ваших внутренних борений, ни до вашего душевного смятения, ни до вашего, простите меня, самолюбования. Единственное, что меня интересует, — это ваша Синяя Папка, чтобы роман ваш был написан и закончен. А как вы это сделаете, какой ценой — я не литературовед и не биограф ваш, это, право же, мне не интересно. Разумеется, людям свойственно ожидать награды за труды свои и за муки, и в общем-то это справедливо, но есть исключения: не бывает и не может быть награды за муку творческую. Мука эта сама заключает в себе награду. Поэтому, Феликс Александрович, не ждите вы для себя ни света, ни покоя. Никогда не будет вам ни покоя, ни света.

### Главы о Баневе
В романе из Синей Папки модный столичный писатель Виктор Банев, большой любитель выпить, из-за непочтительности к господину президенту вынужден вернуться в город своего детства. Власть имущие предписали Виктору «перестать бренчать». В городе живут его бывшая жена Лола и их дочь-подросток Ирма. В городе непрестанно идёт дождь, и это явление обыватели связывают с «мокрецами» или «очкариками» — странными людьми, больными некоей генетической болезнью. Банев живёт то в гостинице, в ресторане которой каждый вечер выпивает, то в санатории, где работает медсестрой его подруга-любовница Диана, сочувствующая мокрецам и снабжающая их лекарствами. Оказывается, её мужем некогда был Зурзмансор — знаменитый философ, ставший мокрецом. Банев проводит дни в разговорах с главврачом лепрозория (где обитают мокрецы) по фамилии Голем, спившимся художником Квадригой и санитарным инспектором Павором Сумманом. Последний настраивает Банева против военных, которые, оказывается, патронируют мокрецов, тогда как бургомистр покровительствует фашиствующим молодчикам — так называемому Легиону. Главврач Юл Голем утверждает, что мокрецы — это представители будущего человечества, новый генетический вид, поэтому они ориентированы на контакты с детьми, ибо взрослые полностью дискредитировали себя. Санитарный инспектор оказывается сотрудником некой спецслужбы, собирающей сведения о мокрецах, и пытается похитить одного из них. Банев обращается в контрразведку и в результате получает награду от имени господина президента; он может вернуться в столицу. В финале события несутся вскачь: все дети уходят от родителей к мокрецам, которые начинают строительство нового мира, а остальным жителям города приходится эвакуироваться. Дождь прекращается, восходит солнце, и под его лучами город испаряется. Голем сообщает Баневу, что мокрецов больше нет, не будет и не было, и предлагает уезжать, на что получает ответ: «На кой чёрт я нужен, если я не посмотрю? Это же моя специальность — смотреть». Диана тоже остаётся с Баневым: «У меня же теперь никого больше нет, кроме этого человека». Появляются Ирма и её приятель-вундеркинд Бол-Кунац — совсем взрослые и полные счастья.

Диана рассмеялась. Виктор посмотрел на неё и увидел, что это ещё одна Диана, совсем новая, какой она никогда прежде не была, он и не предполагал даже, что такая Диана возможна, — Диана Счастливая. И тогда он погрозил себе пальцем и подумал: всё это прекрасно, но вот что, не забыть бы мне вернуться.

## История создания и публикации

### Творческий замысел
Б. Н. Стругацкий в «Комментариях к пройденному» отсчитывал историю создания «Хромой судьбы» от 1971 года. По его словам, это был «частный» сюжет о приборе, способном объективно оценивать художественную ценность произведения. В рабочем дневнике Стругацких от 6 ноября 1971 года содержится краткая заметка: «Пьеса насчёт menzura Zoili». Название восходило к рассказу Акутагавы; как раз в 1971 году А. Н. Стругацкий работал в редакторском коллективе по составлению и переводу избранных произведений этого писателя. Два варианта сюжетного плана «Мензуры» были созданы в доме творчества Комарово между 23 мая — 3 июня 1972 года, когда соавторы завершали «Град обреченный». В январе 1975 года в рабочий дневник была занесена краткая запись: «человек, которого опасно было обижать» (будущий «Дьявол среди людей»); для этого текста предназначалось изначально название «Хромая судьба». Следующие идеи фиксируются в рабочем дневнике авторов только в 1977 году, А. Н. Стругацкий кратко обозначил замысел «литературного романа», а в списке героев большинство имён было взято из произведений Дудинцева и Булгакова. Идея, связанная с Булгаковым, оказалась плодотворной, и Б. Стругацкий в оффлайн-интервью от 11 апреля 2001 года утверждал, что Феликс Сорокин — это «булгаковский Максудов образца 80-х! Таким задуман и таким исполнен». В реплике от 25 февраля 2010 года Борис Натанович развил эту мысль: «Это и продолжение (в каком-то смысле), и перекличка, и полемика, если угодно. В ТР герой живёт, совершенно не понимая, что за мир, в котором он оказался, что здесь к чему и, вообще, какова логика этой жизни. Герой ХС (по замыслу) всё понимает, всё видит, ко всему готов и — живёт себе тем не менее, приспособился, приноровился и даже находит счастье — в своей работе (совершенно бесполезной и никому, вроде бы, здесь не нужной). Это противопоставление и послужило главным толчком нашего замысла».
В письме от 5 марта 1980 года А. Стругацкий предлагал вернуться к идее «советской menzura Zoili», но уже в прозаической форме; некоторые заметки были реализованы в окончательном сюжете. Между строк предварительного замысла было помещено рабочее название «Торговцы псиной», разъясняемое в эпиграфе с цитатой из того же рассказа Акутагавы: «…которые, торгуя собачьим мясом, выдают его за баранину, всем им — крышка». В рабочих записях появляется и падший ангел с партитурой труб Страшного суда. Работа намечалась на ноябрь 1980 года, в дневнике замысел попеременно именовался «Торговцами псиной» и «Мензурой Зоили», однако у соавторов нашлись другие дела и замысел вновь был отложен. Лишь 23 октября 1981 года в рабочем дневнике под заголовком «Обсуждаем Menzura Zoili» появляется развёрнутый сюжетный план, в котором Михаил Афанасьевич именуется «демоном литературы», указан точный возраст Феликса Сорокина — 56 лет и факт, что он наделён биографией Аркадия Стругацкого, а также приведены отсылки к «Граду обреченному» — в литературный роман следовало включить текст рукописи главного героя (будущую Синюю Папку). Совершенно прозрачным оказывается и происхождение фамилии Сорокина, так как протагонист «Града» тоже носит «птичью» фамилию — Воронин. Полноценная работа над «Торговцами псиной» началась 8 января 1982 года. В черновом варианте были представлены практически все сюжетные линии будущего романа, однако вместо Института на Банной был ещё некий «Дом» — видимо, аналог Красного здания из «Града обреченного», а Булгаков именовался аналогом «Наставников» из этого же романа. С 10 января соавторы подробно расписывали все события романа по внутренней хронологии (на этом этапе дней было шесть, а не пять, как в окончательном тексте). Работа шла только над событиями, связанными с Сорокиным, вставные фрагменты обозначались как «Главы из ГО». Два первых дня мало отличались от окончательного варианта; прототипом Ивана Давыдовича Мартинсона был назван Александр Мирер. Третий день должен был целиком посвящаться истории с письмом как пришельцу. Остальной сюжет также мало отличался от окончательного, разнилась только сцена товарищеского суда. В истории падшего ангела назывался адрес реального питейного заведения: «Пр. Вернадского 117, бар „Ракушка“» (в тексте романа «пр. Грановского 19, „Жемчужница“»), и после ухода ангела Феликс подобрал с пола два «здоровенных» грязноватых пера. События в институте и в ресторане, когда Сорокин выпивал с приятелями-писателями, пока не конкретизировались.

### Ход работы. Рукопись
Написание черновика началось 11 января 1982 года и прервалось 16 января на второй главе. Продолжение работы последовало в Москве 12 февраля, когда братья-соавторы вновь съехались до 18-го числа, на этом работа прервалась в первой сцене на Банной. Третий этап подготовки черновика длился с 24 по 30 марта, рукопись достигла объёма 120 машинописных страниц. Последний этап шёл с 19 по 21 мая, и черновик глав про Феликса Сорокина был завершён на 132-й странице. В эти последние дни писатели прорабатывали связки основного сюжета с «Градом обреченным», намечая главы, «уже написанные» Сорокиным. Записи для доработки черновика обильно представлены в дневнике Аркадия Стругацкого за сентябрь 1982 года, перемежаясь с сугубо личными заметками, воспоминаниями о войне и Камчатке, а также предельно откровенной «Историей первой любви», которая вошла в окончательный текст. В оригинале героиню звали Оля, в дневнике иногда она именуется Ритой, и это же имя переходит к «последней женщине» Сорокина. В октябре соавторы встречались у Бориса Натановича в Ленинграде и активно редактировали черновик. Именно на этом этапе они определились с названием «Хромая судьба» и с подходящим эпиграфом из Райдзана — его текст со ссылкой на сборник «Японская поэзия» внесён прямо в рабочий дневник. Именно в этой части дневника открытым текстом сказано, что вымышленный журнал «Зарубежный инвалид» — это «Иностранная литература». Также было решено заменить вторую часть «Града обреченного» на первую и убрать оттуда крамольное стихотворение Галича «Аве Мария!». Некоторый пессимизм написанных в этот период текстов объяснялся и кончиной тестя А. Н. Стругацкого — И. М. Ошанина, последовавшей 5 сентября 1982 года. Доработка черновика шла с 10 октября по 13 ноября, что документировано дневником А. Н. Стругацкого, который занимался перепечаткой чистовика. В записи 27 ноября отмечено, что рукопись имеет объём 214 страниц.
На этом работа не завершилась, хотя готовый беловик авторы начинают передавать для чтения родным и хорошим знакомым. У Аркадия Стругацкого появляются идеи доработки отдельных сцен, часть записей об этом не датирована, 3 января 1983 года Юрий Манин предложил «поубавить сцены в Клубе и сделать отрывки из ГО не буквальными, а пересказом, à la Трифонов». Однако никаких радикальных правок более в рукопись не вносилось, только 12 января было добавлено предуведомление, что не следует искать в реальной жизни соответствия как персонажам повести, так и всяческим упомянутым там организациям и учреждениям. В чистовой рукописи вставки из «Града обреченного» следовали только после первой и четвёртой глав. Чистовик имеет титульный лист и авторское предуведомление, но машинописная нумерация страниц отсутствует, так как рукопись учитывает не перепечатанные вставные главы. Эта машинопись имеет авторскую датировку: «Москва-Ленинград, февр. 70 — ноябрь 82». То есть начальной поставлена дата обращения авторов к написанию «Града обреченного». Именно эта рукопись служила для последующей переделки романа, когда изменилось содержание Синей Папки.
В «Комментариях к пройденному» Борис Стругацкий утверждал, что «„Хромая судьба“ — второй (и последний) наш роман, который мы совершенно сознательно писали „в стол“, понимая, что у него нет никакой издательской перспективы». В действительности беловик «Хромой судьбы» авторы предлагали в редакции разных журналов, как минимум трёх: «Дружба народов», «Знание — сила» и «Звезда Востока». Узбекистанский журнал «Звезда Востока» летом 1983 года даже принял рукопись (как раз тогда его редакция объявила свободную подписку на всей территории СССР) и напечатал анонс новой повести Стругацких, запланированной на следующий год, однако 20 сентября рукопись была возвращена. В декабре Борис Стругацкий вёл переговоры с «Литературной газетой» по поводу публикации некоего приемлемого отрывка (что увенчалось успехом только через полтора года). Переговоры об издании последовательно шли и в 1984 году, в частности с издательством «Московский рабочий». Всё это время Аркадий Стругацкий размышлял, как можно улучшить текст. 4 октября в его дневнике записано, что Борис Натанович предложил «начинить ХС не главой из ГО, а всей мощью ГЛ, причём последняя глава будет последней главой из ГЛ, а Михаил Афанасьевич в библиотеке процитирует из неё — ну хотя бы абзац о распаде города. Это будет поистине мощная книга. Лучшая, как мне пока кажется». Работа по переделке началась немедленно: уже 5 октября соавторы «раскассировали» главы «Гадких лебедей» по главам «Хромой судьбы», 18 октября Аркадий Стругацкий перечитал «ХС на предмет сочетания с ГЛ». Техническая реализация слияния двух текстов началась 11 января 1985 года, когда в Москву приехал Борис Стругацкий. На следующий день соавторы единогласно признали «Хромую судьбу» романом; объём его составил около 19 авторских листов. Наиболее серьёзные правки были связаны с тем, что в ранней редакции Сорокин написал только первую часть своего романа, а в окончательной редакции в его рукописи недостаёт лишь последней главы. Единственная полная машинопись окончательной редакции включает 423 страницы, она лишена помарок и следов правок.

### Публикация. Варианты изданий
В январе 1985 года возникла возможность передать «Хромую судьбу» в редакцию журнала «Нева», Аркадий Стругацкий 31 января записал в дневнике, что это были только главы с Феликсом Сорокиным. Однако, получив негативный опыт в прежние годы, параллельно рукопись предложили редакции «Нового мира» и редакции журнала «Таллин» (последняя быстро ответила, что объём повести журналу не осилить). В июле 1985 года редакция «Невы» предпочла раннюю редакцию с отсылками к «Граду обреченному», но без этих вставных глав и с определёнными правками, прежде всего из-за начавшейся антиалкогольной кампании. Договор был подписан 7 августа 1985 года. Хотя Борис Стругацкий утверждал, что Синюю папку отвергли по цензурным соображениям, ибо он не мог умолчать перед главным редактором о судьбе «Гадких лебедей», но, возможно, причины были сугубо литературного плана. В начале 1990-х годов заведующий отделом прозы журнала «Нева» С. Лурье в интервью, данном Р. Арбитману, утверждал, что редакция считала «Гадких лебедей» отдельным законченным произведением, которое должно печататься как есть.
Срок представления рукописи, согласно договору, заканчивался 1 декабря 1985 года. Встреча соавторов прошла 15 и 16 ноября в Москве, по итогам Аркадий Стругацкий записал в дневнике: «Всего три текста вставок и множество купюр и исправлений по алкоголическим упоминаниям». Некоторые правки пришлось оперативно вносить и когда рукопись пошла в набор. 26 марта 1986 года Аркадий Натанович выступал с чтением избранных фрагментов на вечере «Невы» в Центральном доме литераторов. 23 апреля маленький отрывок «Падший ангел» напечатала «Литературная газета». Цензура была благополучно пройдена в июле 1986 года, и «Хромая судьба» вышла в свет в августовском и сентябрьском номерах журнала «Нева». На следующие три года это был единственный вариант текста, доступный широкому читателю. Книжное издание последовало в 1989 году: в авторском сборнике «Волны гасят ветер» издательства «Советский писатель» (вместе с одноимённой повестью и «Улиткой на склоне») и отдельной книгой в серии «Альфа-фантастика» кооперативного издательства «Текст». В 1990 году роман выходил дважды, а далее неизменно включался во все собрания сочинений Стругацких.
Журнальный и книжные варианты «Хромой судьбы» сильно отличались друг от друга. Так, в предуведомлении от авторов журнальный вариант именовался ими повестью, в книжных изданиях — романом. Было большое число изменений в именах собственных — например, при цитировании рассказа «Нарцисс» варьировалось имя «полновесного идиота, ставшего импотентом в шестнадцать лет» (в журнальном варианте — Карт эс-Шануа, в части изданий — Карт сэ-Шануа, в других изданиях — Картсэ-Шануа). Из журнального варианта последовательно убиралось всё, что в советской издательской практике могло быть сочтено «порнографией» или «нецезурщиной». При цитировании того же «Нарцисса» имя пастуха Онана было заменено на «Онон», а слово «онанизм» на «рукоблудие»; убрано и определение рассказа как «порнографического». Хотя эпизод о близости 15-летнего школьника Сорокина и 19-летней студентки Кати редакция пропустила, но ряд важных для понимания предыстории их отношений натуралистических подробностей был снят. Однажды утром Сорокин вспоминает, что раньше ему «снились больше бабы». «Бабы» заменены на «амуры и венеры». Убрана запись в дневнике: «Омерзительный, как окурок в писсуаре», и так далее. Последовательно убиралась сниженная лексика, наподобие «ж…пы», слова «сука» и подобных. Особенно много изменений в журнальный текст вносилось из-за последовательного удаления всего, что связано с употреблением алкоголя. В самом начале повествования Феликс Сорокин смотрел на заметаемую снегом Москву, пил вино и размышлял, в журнальном варианте он был вынужден прихлёбывать степлившуюся минеральную воду. Далее по тексту во фразе «я взял стакан и сделал хороший глоток» слово «хороший» заменено на «лечебно-диетический». Был полностью переделан поход Сорокина в кондитерский магазин, так как он, собственно, взял по бутылке вина и коньяка, но в журнальном варианте Сорокин вынужден брать конфеты и лакомство «ойло союзное» («представляет собой однородную белую конфетную массу, состоящую из двух или нескольких слоёв прямоугольной формы, украшенную черносливом, изюмом и цукатами»). Убран ехидный вопрос дочери: «Опять сосуды расширял?», а после разговора с Катькой Сорокин на радостях не «плеснул себе с палец коньяку и слегка поправился», а «ссыпал в чашку последние остатки бразильского кофе, которые хранил для особо торжественного случая». Исследователи архива Стругацких перечислили значительно бо́льшее количество подобных замен. Последовательно убирались и политические аллюзии. Ликвидировались даже намёки на еврейство: убрано уточнение насчёт писателя Жоры Наумова, «он же Гирш Наумович», а «какой-то еврей из Академии наук» заменён на «какой-то жук из Академии наук». Соответственно, это высказывание Сорокин называет не антисемитским, а «антинаучным» выпадом. Журнал «Советиш геймланд» заменили «Надёжным транслятором». В журнальном издании не был указан источник эпиграфа для содержимого Синей Папки: «Откровение Иоанна Богослова (Апокалипсис)». Сериал «Адъютант его превосходительства» был назван просто «сериалом» без названия.
Единственное книжное издание журнального текста «Хромой судьбы» было включено в сборник рассказов, повестей и воспоминаний «Рукописи не горят», приуроченный к 50-летию журнала «Нева» (2005 год). «Кооперативный» вариант воспроизведён в 1992 году в двухтомнике избранных произведений Стругацких со множеством опечаток; «Хромая судьба» именовалась в выходных данных повестью, хотя в авторском предуведомлении осталась романом. Вариант «Альфа-фантастики» также был использован в девятом томе собрания сочинений Стругацких издательства «Текст», выпущенного в 1993 году, и для второй книги 21-го тома «Библиотеки фантастики» (1996). В серии «Миры братьев Стругацких» (1998) «Гадкие лебеди» и «Хромая судьба» печатались раздельно и в разных томах, при этом «Хромая судьба» именовалась романом и оставлена нечётная нумерация глав. При издании «Хромой судьбы» в десятитомнике «Эксмо» 2006 года текст был назван «главами из романа», которые были лишены нумерации. После выхода в 2001 году «чёрного собрания» сочинений издательства «Сталкер» роман почти всегда печатался именно в этой редакции — с текстом «Гадких лебедей» и с добавлением некоторых фрагментов из чистовой машинописи. В 33-томном полном собрании сочинений Стругацких первоначальный вариант со вставными главами «Града обреченного» был помещён в 25-й том, а окончательная редакция с текстом «Гадких лебедей» и объёмным комментарием — в 27-й.
В 2020 году в Чикаго вышел английский перевод «Хромой судьбы» (со вставным текстом «Гадких лебедей»), выполненный Майей Винокур. Издание вызвало преимущественно положительные или нейтральные отзывы читателей.

## Литературные особенности

### Реальность и её художественное преломление
Из всех произведений братьев Стругацких «Хромая судьба» имела наибольший автобиографический подтекст. Это проявилось на самом раннем этапе разработки образа Ф. Сорокина, который был наделён многими деталями жизненного пути и личности А. Стругацкого, соответствующим образом преломлёнными в художественных целях. Чтобы создать «полнокровный художественный образ», многие сущности и учреждения были соответствующим образом переделаны. Например, Феликс Сорокин унаследовал у Аркадия Стругацкого недюжинную физическую силу. В эпизоде, где говорится, что рядом с Сорокиным часто неохотно садятся в общественном транспорте люди, проявилось наблюдение А. Стругацкого над собой (потом с ним согласился и Б. Стругацкий); случайно это совпало с описанием главного героя романа К. Саймака «Кольцо вокруг Солнца». Упоминание детектива Д. Хэммета «Bloody Harvest» объяснялось тем, что А. Стругацкий в 1971 году вынашивал планы перевести этот роман. Когда Ф. Сорокин, вспоминая, как публиковал «Современные сказки» (у этого произведения не было прототипа), цитировал некоего критика, что «машины у него заслоняют людей», имелась в виду дискуссия 14 марта 1960 года, на которой Е. Брандис заявил:

Популяризация научных идей — не самоцель, а один из элементов научной фантастики. Но если взять, к примеру, рассказы А. и Б. Стругацких — это безусловно одарённые, эрудированные авторы, — то легко заметить, что волнуют их больше всего не люди, а научные гипотезы, саморазвивающиеся механизмы. Пафос голой техники обесчеловечивает литературу.

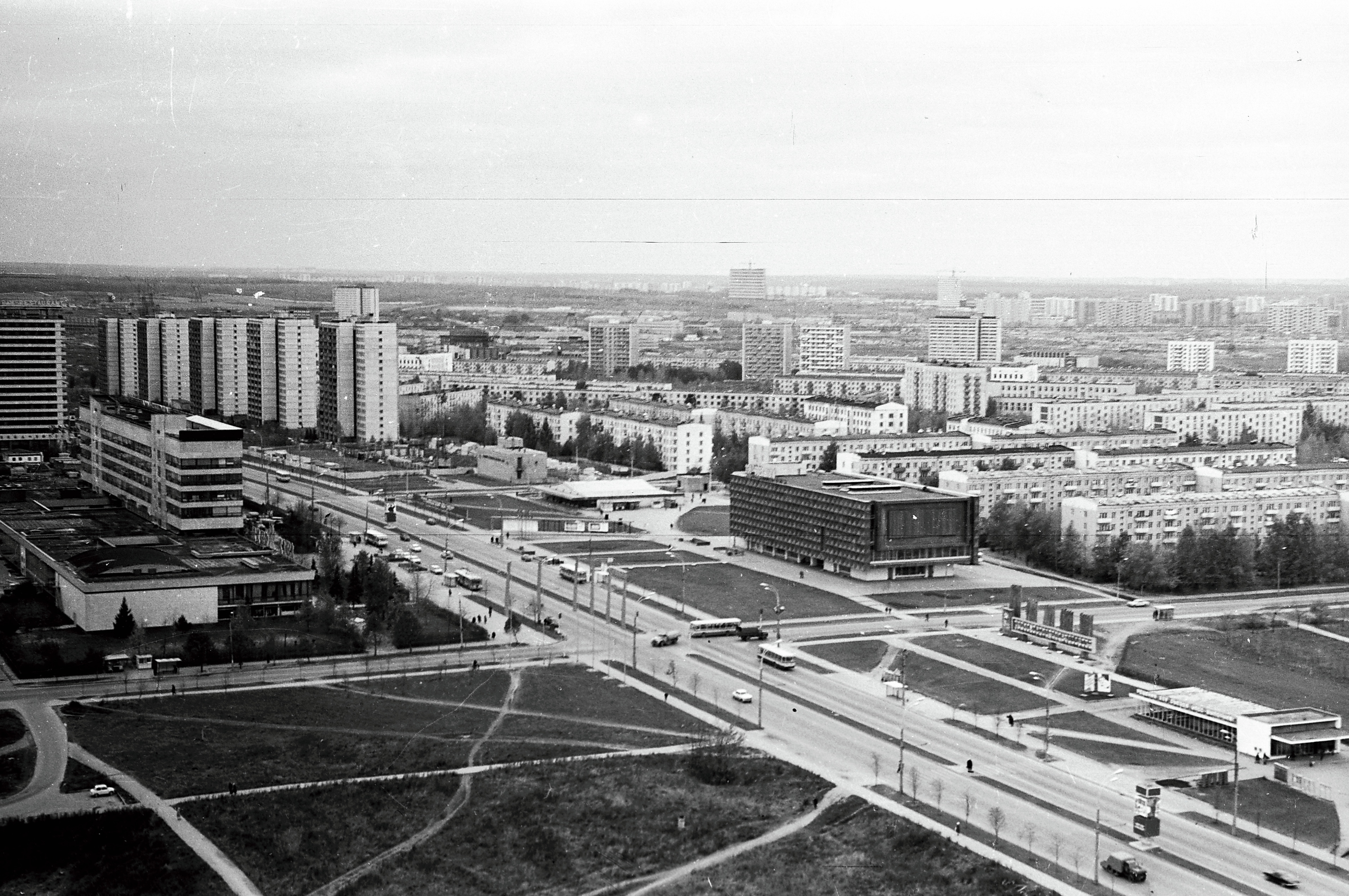
Перекрёсток улицы Удальцова и проспекта Вернадского в Москве осенью 1977 года. Близ этих мест располагалась квартира романного Феликса Сорокина и его прототипа Аркадия Стругацкого

Нападки Мефодия Кириллыча (Гнойного Прыща) на Гарика Аганяна — это отражение дискуссии о фантастике 27 марта 1963 года с нападками А. Казанцева на Г. Альтова. Впрочем, в своём комментарии Б. Стругацкий настаивал, что напрямую Казанцев в тексте «Хромой судьбы» не упоминался. Подавляющее большинство прототипов персонажей романа — это малоизвестные писатели второго ряда, раскрывать имена которых Борис Натанович полагал бессмысленным. Все описания быта писательского Клуба, в частности подаваемых там блюд, восходят не к действительно существующему Центральному дому литераторов, а исключительно к описанному в «Мастере и Маргарите» Булгакова «Грибоедову».
Существовали также иные переклички с собственным творчеством и обстоятельствами жизни соавторов. Вспоминая о своём прошлом, Феликс Сорокин сообщает, что был откомандирован в Военный институт переводчиков; Аркадий Стругацкий в 1943 году был из Бердичевского пехотного училища (находившегося тогда в Актюбинске) откомандирован в Военный институт иностранных языков Красной армии в Ставрополь-на-Волге. Воспоминания А. Стругацкого о первом убитом им фашисте (под Кингисеппом) были написаны для «Автобиографии для американского сборника „World Authors“: 1975—1980» и упоминались в переписке и дневнике от 4 и 5 сентября 1982 года. Рассуждение Сорокина о собранных и утерянных им библиотеках было с небольшими изменениями заимствовано из незаконченной повести Стругацких «Дни Кракена», работа над которой прервалась ещё в 1963 году. Воспоминания о сожжении в Канске 1949 года конфискованной библиотеки некоего сановника Маньчжоу-Го соответствовали реальной биографии Аркадия Натановича. Упоминание Поронайска, дому культуры в котором Ф. Сорокин отдал свою третью библиотеку, является художественной инверсией, так как А. Стругацкий служил в Петропавловске-Камчатском. Иронически переделанные цитаты из «Агни-Йоги» и «Упанишад» восходят к полному цитированию в повестях «Полдень, XXII век» и «Понедельник начинается в субботу». Название «Сэйнэн дзидай-но саку» (яп. 青年時代の作) — «Творения юношеских лет» действительно было присвоено папке с самыми ранними рукописями Аркадия Стругацкого. Иногда упоминались и подлинные, и вымышленные названия: в Хабаровске действительно издавалась газета Дальневосточного военного округа «Суворовский натиск», тогда как упоминаемый в Москве «Зарубежный инвалид» — это журнал «Иностранная литература», а «Ежеквартальный надзиратель» казался лишь смешным сочетанием слов и не имел прототипа. Из содержимого папки юношеских творений в тексте цитировались рассказы «Случай в карауле» и «Нарцисс». «Пламенное выступление» студента Литинститута Кости Кудинова в 1949 году могло являться отсылкой к роману Ю. Трифонова «Студенты». Дом Феликса Сорокина — это дом № 119 на проспекте Вернадского рядом с Тропарёвской церковью, то есть дом, квартиру в котором (№ 273 на шестнадцатом этаже) А. Н. Стругацкий получил в 1971 году. Рядом располагался бар «Ракушка», превратившийся в «Жемчужницу», где Феликс Сорокин встретил падшего ангела. Сценарий «Пять ложек эликсира», позднее использованный для фильма «Искушение Б.» (1990), оказался «слишком тяжёл» для романа, «перетягивал» всё действие на себя, поэтому в роман вошли только эпизоды.

### Персонажи. Хронотоп

#### Принципы коммуникации
И. В. Неронова в своей диссертации обращала внимание, что для творчества Стругацких характерна избыточность персонажей, которые могут быть классифицированы как главные герои, второстепенные и эпизодические герои, а также «внесценические» (термин введён по аналогии с драмой), то есть существующие только в репликах других персонажей. За исключением Феликса Сорокина, во всей «Хромой судьбе» персонажи участвуют в одном, редко в двух эпизодах, а всего их более двадцати. Лишь один раз появляются дочь Сорокина Катька, писатель Валя Демченко, падший ангел. Дважды появляются Костя Кудинов и Михаил Афанасьевич. Как обычно в творчестве Стругацких, герой всегда погружён в социум, имеет широкий круг общения и активно взаимодействует с окружающими. Феликс Сорокин постоянно коммуницирует, как лично, так и по переписке и по телефону, с дочерью, членом правления Союза писателей Фёдором Михеичем, соседями по дому композитором Гогой Чачуа и поэтом Костей Кудиновым, почтальоншей, продавщицами, официантками, прохожими. Это создаёт эффект «наполненности» художественного мира. Больше всего в романе «внесценических» персонажей: в первой главе это отец Феликса, бывшая жена Феликса Клара, дворники, однокашники Рафка Резанов и Вася Кузнецов, друг Слава Крутоярский, некие Кап Капыч и Нос Носыч. Главная функция таких персонажей — создание эффекта автономности мира вне рассказываемых сюжетов, расширение пространственно-временных границ мира. За каждым персонажем тянется некая собственная история, намеченная, но не раскрытая авторами. Как и в других произведениях Стругацких 1980-х годов, в «Хромой судьбе» содержится два параллельных сюжета: первый связан с собственно событийным рядом, действием; второй отражает динамику внутренней жизни героя, его рефлексий по поводу настоящего и прошлого. Феликс Сорокин оказывается в эпицентре неких событий, смысл которых от него в большинстве случаев ускользает. Он прямо именует происходящее с ним «кудесами» и не уклоняется от действий (хотя эти кудеса сам же характеризует как «дурацкие, такого свойства, что ни у кого, даже у самого шутника, никаких чувств не вызывают, кроме неловкости и стыда с поджиманием пальцев в ботинках»), пусть это полностью противоречит его планам. Он едет через пол-Москвы за загадочным мафусаллином для совершенно не близкого ему поэта Кудинова и идёт к Михаилу Афанасьевичу на Банную, хотя совершенно не разделяет идеи секретариата Союза писателей о помощи учёным. Случайно-бессознательно он покупает у «падшего ангела» партитуру Труб Страшного суда и отдаёт её на «проверку» другу-композитору Гоге Чачуа, хотя и считает «ангела» мошенником. То есть поступками писателя управляет внешняя сила, некое наитие.

#### Протагонист и его мир
Феликс Сорокин, как и его персонаж Виктор Банев, воспринимает жизнь сквозь призму своего призвания — писательства, видя во всём окружающем сюжеты и образы. Сами по себе сюжеты его не интересуют, он пытается сопоставлять свои жизненные обстоятельства с законами литературы, как сам их понимает (в эпизоде с мафусаллином): «Я попытался припомнить хоть одно литературное произведение, где герой, оказавшийся в моём или похожем положении, позволил бы себе сколько-нибудь отчётливо, без всяких экивоков, выразить нежелание ехать. Читатель не простил бы ему этого никогда». В этом отношении Сорокин и Банев зеркально противоположны, так как Виктор активен, постоянно вмешивается в события, что доставляет ему удовольствие; Феликс действует по инерции, против воли, в основном занимаясь размышлениями. Предметный мир, в который погружён Сорокин, — это совершенно обыденная советская жизнь 1982 года. Для хронотопа «Хромой судьбы» характерна погружённость героя в поток истории, все письма, дневниковые заметки, черновики и воспоминания точно датированы и соотнесены с событиями прошлого. История Кати, первой любви Феликса, заканчивается в «проклятое лето сорок первого», а начало действия маркировано письмом из Японии от 25 декабря 1981-го и упоминанием, что на календаре середина января. Топография реальной Москвы соблюдается скрупулёзно: Сорокин обитает в реальной квартире Аркадия Натановича Стругацкого и идёт завтракать и пить пиво в реально существующее заведение, где и натыкается на падшего ангела. Именно вещи позволяют разграничить в реальности «Хромой судьбы» быт и писательское призвание. Сорокин находит удовольствие в простых вещах: вкусной еде, свете во всём доме, хороших книгах, тепле, когда на улице метель и холод. Он полностью включён в поток бытия: моет посуду, воюет с неисправным бачком унитаза, обедает картошкой с тушёнкой, перебирает книги на полках, спускается в кондитерскую за коньяком и вином, и так далее. Сорокину дано переживать важность и ценность каждой минуты, «не упуская ни одной детали, способной доставлять чувство беспричинного счастья». При этом сам Феликс Александрович отчётливо понимает, что его настоящая жизнь — это «исчёрканные листочки, чертежи какие-то, на которых я изображал, кто где стоит и куда смотрит, обрывки фраз, заявки на сценарии, черновики писем в инстанции, детальнейше разработанные планы произведений, которые никогда не будут созданы». Важнейшим маркером писательского бытия являются созданные Сорокиным тексты, значительная часть которых перечисляются в первой главе.
Вехами внутренней жизни Сорокина оказываются его черновики и наброски текстов, так же, как библиотеки обозначают жизненный путь. Первой библиотеки юного Феликса лишила Великая Отечественная война: после бомбёжки Ленинграда от неё чудом осталась единственная книга с дарственной надписью от автора отцу. Вторую библиотеку молодой Сорокин собирал в Канске, где преподавал на офицерских курсах, а поскольку «выезд мой из Канска был стремительным и управлялся свыше — решительно и непреклонно», библиотека так его и не нашла. Отказ от третьей библиотеки, переданной дому культуры, означает резкую ломку устоявшейся хоть как-то жизни: «Ведь я был никто тогда, ничего решительно не умел, ничему не был обучен для гражданской жизни», так же как и четвёртой — развод с женой («И господь с ними обеими»). Последняя, пятая библиотека составляет судьбу и одновременно служит поводом для появления многих «внесценических» персонажей. В отличие от этих последних, Феликс намного подробнее описывает книги, чем покойного отца или бывшую жену. Предметный мир напрямую отсылает и к категории времени, так как благодаря вещам и книгам Сорокин вспоминает прошлое и осмысливает настоящее. Литературный быт в «Хромой судьбе» служит переходной зоной между советским существованием и творческими вершинами. Этот литературный быт также двоится: с одной стороны, позволяет Сорокину зарабатывать и общаться в ресторане с близкими по духу приятелями, общаться с читателями; с другой — это тягостное отбывание повинностей в разнообразных комиссиях, собраниях и прочих бессмысленных «говорильнях». Неудивительно, что Сорокин любит быть один, ибо населяющие бытовую сферу его жизни люди вызывают у него бесконечное чувство вины: он бросил жену, дочь унаследовала его нелепую судьбу, даже внуки (только мельком упоминаемые) не приносят былой радости. В не сложившейся личной жизни Феликса присутствуют единственная его любовь Катя, убитая при бомбёжке в 1941-м, и «последняя его женщина» Рита. В общении с ними чувства вины не было и нет, отношения приносят ему радость, хотя горечи от потери Кати время нисколько не сгладило и Сорокин запрещает себе вспоминать о ней. Тот довоенный 15-летний школьник настолько отличался от 56-летнего писателя, что вставной рассказ-воспоминание следует от третьего лица.

#### Протагонист и писательский мир
Писательские и бытовые сферы жизни Феликса Сорокина в мире «Хромой судьбы» спроецированы на внешнюю персонажную сферу и социальные роли. «Писательская область» представлена его общением с коллегами-писателями и сотрудниками Союза писателей и, в свою очередь, разделяется на творческую и литературно-бытовую. Писатели из окружения Сорокина разделяются через его субъективное восприятие на истинных творцов, способных создавать высокоценные литературные тексты, невзирая на материальные условия и властные запреты: Валя Демченко, Лёня Шибзд, Жора Наумов. Эти люди близки ему, и он совершенно уверен, что, почитай он любому из них свою Синюю Папку, будет мгновенно понят. Группу ремесленников-халтурщиков представляют Костя Кудинов и Петенька Скоробогатов по прозвищу «Ойло Союзное». Они не обладают ни талантом, ни умением творить, но очень чутки к материальному измерению писательского успеха. Старшие члены Союза писателей по большей части воспринимаются Сорокиным как абсолютно бездарные, бессовестные, занятые только накоплением материального: «с руками по локоть в крови, с памятью, гноящейся невообразимыми подробностями, с придушенной или даже насмерть задавленной совестью, — наследники вымороченных квартир, вымороченных рукописей, вымороченных постов». При этом сам Сорокин органически принадлежит обеим группам: с одной стороны, он официально признанный «писатель военно-патриотической темы», который сомневается в своём праве говорить о войне. Собственное творчество у него вызывает отвращение (цитируя Акутагаву, он именует себя «торговцем псиной»), но он продолжает писать, получать гонорары и проводить вечера в ресторане Союза писателей в компании приятелей и знакомых. Работа не является отражением и воплощением его истинного таланта, ибо тот находится в области творческой фантазии и фантастики, едва терпимой официальными инстанциями. Сам Сорокин разделяет две свои ипостаси, когда стремится закончить «день по-особенному — наедине с самим собой, но не с тем, кого знают по комиссиям, семинарам, редакциям и клубному ресторану, а с тем, кого не знают нигде».
Именно в сфере быта укоренены персонажи, представляющие мистико-фантастический фон в романе. Откровенно фантастическими являются истории с мафусаллином, падшим ангелом и партитурой Труб Страшного суда; с человеком в клетчатом пальто-перевёртыше; со странным письмом и звонками людей, принимающих Сорокина за героя его книги, а также сюжетная линия, связанная с «Изпиталом» и Михаилом Афанасьевичем. Ситуации, связанные с ними, допускают как реалистическую, так и фантастическую трактовку. Сорокин воспринимает мафусаллин и страшного Мартинсона через призму визита в секретный институт, о котором ему и знать не положено. Однако после встречи с клетчатым соглядатаем он убеждается, что оказался в собственном сюжете «с эликсиром этим чёртовым, который я же сам и выдумал себе на голову». То есть отношение текста и реальности становится обратным: сначала придумал и написал, а затем это всё и произошло.
Польский литературовед Войцех Кайтох утверждал, что, наделив Сорокина чертами Аркадия Стругацкого, писатели заставляли своих читателей заподозрить героя в конформизме, на что намекал жанр, в котором Феликс состоялся: «посредственная баталистика» в 1980-е годы ассоциировалась с повестями Юлиана Семёнова или Александра Чаковского. «Еретический» интерес Сорокина к фантастике — это инверсия самих Стругацких, так как, «что для них было литературной повседневностью, для Сорокина является изредка реализуемой мечтой». «Хромая судьба» — это в первую очередь реалистическая картина жизни советских писателей восьмидесятых годов и одновременно социологическое исследование судьбы писателя в условиях тоталитарного общества. Впрочем, образ жизни советских писателей вполне комфортабелен для каждого из творцов, поскольку это плата за идеологическую чистоту произведений. «Характерно также, что вся компания пьёт до потери сознания». По мнению критика, Стругацкие пытались сказать правду о времени «методом малых фактов и узкого объектива».

### Переклички «Хромой судьбы» и «Гадких лебедей»
Борис Стругацкий категорически утверждал, что «Гадкие лебеди» идеально подходили как материал для Синей Папки героя «Хромой судьбы»: повесть вполне мог бы написать Феликс Сорокин, и этот текст пересекался со всем, что происходило. Структура «романа в романе» позволяет устанавливать в системе персонажей произведения функциональные пары. Сопоставление параллелей между главными героями осуществил в 1993 году Войцех Кайтох: Банев лет на двадцать моложе Сорокина, поэтому дочери Феликса тридцать лет, а дочери Виктора Ирме двенадцать лет. В силу возраста Виктор несокрушим физически, работает спонтанно, ведёт бурный роман. Сорокин устал от жизни и серьёзно болен, способен проводить за письменным столом не более двух-трёх часов, а его роман с Ритой он сам воспринимает как «последнюю любовь пожилого мужчины». Банев в своей стране известен всем, и даже его «пробуждение к активности» — это участие в борьбе спецслужб; «о Сорокине мало кто знает, а участвовать он может, самое большее, в идиотских спорах о плагиате». После объединения текстов «Хромой судьбы» и «Гадких лебедей» оказалось, что Виктор Банев — это превращённое и смещённое отражение Феликса Сорокина, желанная проекция его «выпрямленной» судьбы. Оба героя — писатели, причём оба писать не любят, поскольку не находят в этой профессии выражения заветных убеждений и устремлений. Обоим так или иначе мешает политический режим: и в СССР, и в стране господина президента господствует «национальное самосознание» и преследуется «бренчание», а московские писатели рассказывают страшные истории, что на Банной учёные «натаскивают» робота-редактора, который будет в любой рукописи отыскивать «подтекст», и уже готовятся к выпуску пишущие машинки с электронными цензурными ограничителями. И Сорокин, и Банев оказываются в эпицентре странных событий, но только Виктору суждено получить объяснение происходящему.
В мирах «Хромой судьбы» и «Гадких лебедей» существуют и другие пары персонажей. Дочери главных героев — Ирма и Катька — сопоставимы точно так же, как их отцы. Оба героя были прежде женаты и ныне состоят в любовной связи с красивыми решительными женщинами — Ритой и Дианой. Однако Диана является одним из главных действующих лиц «Гадких лебедей», тогда как неоднократно упоминаемая Рита так и осталась внесценическим персонажем. Художник Рем Квадрига может сравниваться с Лёней Шибздом и Ойлом Союзным: это персонажи-шуты, одновременно комичные и навязчивые. По мнению И. Нероновой, в принципе допустимо сравнивать главврача Юла Голема и оператора «Изпитала» Михаила Афанасьевича — ибо оба исполняют функцию пророка, обладают бо́льшим знанием, чем главные герои, подсказывают Феликсу и Виктору возможные поступки и объяснения. Парой Михаилу Афанасьевичу оказывается и бывший знаменитый философ, а ныне «мокрец» Зурзмансор, рефлексирующий о писательском предназначении. Оба жестоки: Михаилу Афанасьевичу совершенно не интересен Сорокин-человек, ему важно творческое самоосуществление писателя — завершение Синей Папки. Зурзмансор беседует с Баневым по поводу «заказного творчества» и говорит почти то же самое: «Господин президент воображает, что купил живописца Р. Квадригу. Это ошибка. Он купил халтурщика Р. Квадригу, а живописец протёк у него между пальцами и умер. А мы не хотим, чтобы писатель Банев протёк между чьими-то пальцами, пусть даже нашими, и умер. Нам нужны художники, а не пропагандисты». Однако пророк способен подсказать решение мучающих героев вопросов, и, когда Михаил Афанасьевич цитирует ещё не написанную последнюю главу Синей Папки, Сорокин становится «возмутительно, непристойно и неумело счастлив».
Согласно И. Нероновой, обе части «Хромой судьбы» — внешняя (сорокинская) и внутренняя (баневская) — конструируют и реконструируют проблемное поле писательства и предназначения писателя в условиях несвободы. Авторы попытались раскрыть все аспекты личности писателя от бытового до сакрального:

Роман представляет репрезентацию драмы писателя в двух «зеркалах»: социально-историческом, культурном, «реальном» и художественно-моделируемом, метафизическом, психологическом. Объединяясь, два произведения, отражаясь друг в друге, создают художественную «стереографию» крупного литературного масштаба вместо локальных «монографий» публицистического («Хромая судьба») или утопического («Гадкие лебеди») характера.

### Интертекстуальность
Спецификой «Хромой судьбы» в творчестве Аркадия и Бориса Стругацких, по наблюдению И. Нероновой, является пронизанность всего повествования японскими текстами, что определялось и генезисом романа. Цитатам и реминисценциям на рассказ Акутагавы «Мензура Зоили» отводится особое место. Феликс Сорокин, обсуждая с коллегами-писателями профессиональные вопросы, цитирует: «С тех пор, как изобрели эту штуку, всем этим писателям и художникам, которые торгуют собачьим мясом, а называют его бараниной, — всем им теперь крышка!» Реминисценция («Мяса! <…> Но только не псины») включена в финальную фразу героя, подводя итог всему произведению. Собственно, прибор Menzura Zoili служит важной темой для беседы Феликса Александровича с Михаилом Афанасьевичем, что переключает повествование на «булгаковскую» линию. Отсылка к рассказу появляется и при обращении к неискренним писателям-ремесленникам, типа Ойла Союзного. Сам Феликс Сорокин, являясь военным переводчиком-японистом, нередко использует японский язык, что усиливает автобиографический элемент в романе. Эпиграф к роману — «мучительно грустная и точная хокку старинного японского поэта Райдзана об осени нашей жизни» — по мысли Б. Н. Стругацкого, подчёркивал главный эмоциональный настрой романа — «признание в старости».
Булгаковская тема (в терминологии В. Милославской «булгаковский миф») также является важной интертекстуальной линией и одновременно организующим элементом структуры текста. Упоминание о Булгакове и его «Театральном романе» появляется почти в самом начале, когда Сорокин выбирает книгу на вечер: «Ничего на свете нет лучше „Театрального романа“, хотите бейте вы меня, а хотите режьте… И я извлёк с полки томик Булгакова и обласкал пальцами, и огладил ладонью гладкий переплёт, и в который уже раз подумал, что нельзя, грешно относиться к книге как к живому человеку». Центральной частью булгаковской линии, в отличие от «японской», являются не цитаты, а целостный образ Михаила Афанасьевича, в котором Сорокину чудится сам Булгаков: «А я смотрел на него, и поражался сходству с портретом в коричневом томике, и поражался, что за три месяца никто из наших пустобрёхов не узнал его и сам я умудрился не узнать его с первого взгляда там, на Банной». Впрочем, сам Михаил Афанасьевич категорически отрицает не только отождествление, но и известное высказывание из романа «Мастер и Маргарита»: «Мёртвые умирают навсегда, Феликс Александрович. Это так же верно, как и то, что рукописи сгорают дотла. Сколько бы ОН ни утверждал обратное». Жонглирование цитатами подчёркивает поворот сюжета: Сорокин даёт понять Михаилу Афанасьевичу, что считает того Булгаковым. Михаил Афанасьевич, опровергая известную цитату, опровергает тем самым, что он и есть Булгаков. Но использованием аллюзии на «Мастера и Маргариту» сам же себя опровергает, оставляя вопрос открытым. Стругацковский Михаил Афанасьевич в чём-то сродни Воланду, и в нём присутствует демоническое начало; он категорически отвергает сочувствие и не обещает Сорокину ни света, ни покоя.
Литературовед Г. Л. Иванюта рассматривал «Хромую судьбу» как произведение, в котором объективируется сам процесс текстопорождения: «роман о писателе, который пишет роман о писателе, среди героев которого фигурирует если не писатель, то, во всяком случае, некий журналист». Таким образом Сорокин включён в две симметричные системы отношений, изоморфные друг другу: на уровне композиции это «роман в романе», а на уровне содержания конфликт писателя с детерминирующей его судьбу гипотетической силой и одновременно его демиургическая деятельность в мире тайно создаваемого романа, Синей Папки. В кажущемся хаосе многочисленных сюжетных линий, слабо связанных между собой и не получающих развязки, можно отыскать упорядоченность особого рода. Каждая из ситуаций, с которыми Сорокин сталкивается и которые пытается осмысливать, имеет коррелянт в системе вспомогательных интекстов, которые документируют творческую лабораторию писателя (планы, наброски и т. п.). «Жизнь текста» выступает по отношению к «тексту жизни» как метатекст, но и как детерминирующее начало. Аналогично выступают и тексты других персонажей: одним из таких текстов является комедия покойного Анатолия Ефимовича, описывающая «Изпитал», которым спустя тридцать лет распоряжается Михаил Афанасьевич. Заглавие «…Для чего ты все дуешь в трубу, молодой человек?» из «Газеллы» Мандельштама отсылает к его же «Египетской марке» с мотивами трубы архангела, который встречается с Сорокиным и предлагает ему партитуру. При этом все перечисленные сюжеты включаются в контекст сниженной направленности: история падшего ангела оказывается выдуманной с целью банального попрошайничества, а сама партитура труб Страшного суда вытесняется из мира героев «подлинно» трагическим событием — проигрышем «Спартака»; соглядатай в клетчатом оказывается сумасшедшим (и его заталкивают в карету «Скорой помощи»); «вурдалак» Мартинсон использует в личных целях продукцию секретного института; анонимные письма и звонки связаны с ошибочным отождествлением Сорокина с героями его книги и т. д.
Диапазон интертекстуальных отсылок в «Хромой судьбе» чрезвычайно широк: от Библии до популярных анекдотов и многочисленных аллюзий к Салтыкову-Щедрину. Последние помещены исключительно в иронический контекст и служат для характеристики советской действительности. Цитаты из Салтыкова-Щедрина присутствуют и в рабочем дневнике Сорокина. Произведения Сорокина-баталиста сам же герой сравнивает с творчеством К. Симонова, В. Быкова, В. Кондратьева, вводя их таким образом в существующую литературную традицию. Через изображение войны в советской литературе читатель может составить представление, о чём и как пишет Феликс Сорокин
Всё перечисленное позволило литературоведам Н. В. Ковтун, Г. Л. Иванюте и В. В. Милославской рассматривать «Хромую судьбу» как ранний постмодернистский роман. Хаотичное нагромождение сюжетов полемизировало с нормативной поэтикой соцреализма, кодифицирующей причинно-следственные связи в тексте.

### «Роман в романе», претекст и послетексты «Хромой судьбы»
Профессор В. П. Изотов (Орловский государственный университет) специально рассматривал вопрос о применении в творчестве Стругацких приёма «роман в романе». К произведениям такого типа, включающим параллельные повествования о двух героях, относятся «Улитка на склоне» и «Отягощённые злом, или Сорок лет спустя». Спецификой именно «Хромой судьбы» является то, что составляющие роман сюжетные линии существуют независимо друг от друга, так как содержание Синей Папки менялось по мере изменения творческого замысла. Тексты при этом воспринимаются читателями как взаимопроникающие друг в друга, а их герои отличаются тем же, чем отличались авторы — Стругацкие в 1960-е годы от этих же авторов 1980-х годов, то есть собственно отличием этих эпох. Исследователем выявлены многоуровневые параллели между «ХС» и романом В. Шефнера «Лачуга должника», также построенного по принципу романа в романе. Шефнеровский герой Павел Белобрысов оказывается объектом инопланетного эксперимента, и ему предоставляется доступ к эликсиру, обеспечивающего физическую возможность прожить миллион лет (не гарантируя сохранности от инфекций, катастроф и травм, в том числе психических). Впрочем, если у Стругацких в повествование заложена драматическая коллизия, то Шефнер трактовал сюжет иронически: эликсир достался животным. В обоих произведениях присутствуют сатирические описания полуграфоманской писательской среды.
Как отмечал Борис Межуев, примерно в 1962—1965 годах Аркадий и Борис Стругацкие активно переосмысливали основы коммунистической утопии и кардинально поменяли свои представления о будущем. Важнейшими концептами стали необратимый раскол человечества на общую массу и элиту, причём последняя будет обладать способностями и умениями, которые в современной мифологии доступны лишь магам и волшебникам. Подавляющему большинству обычных людей в светлом будущем в принципе нет и не будет места. В черновиках «Гадких лебедей» отчётливо прослеживается связь образа таинственных «мокрецов» со жрицами партеногенеза из «Улитки на склоне». В одном из набросков прямо сказано, что мокрецам был доступен «высший синтез, непостижимый для человека: власть над мёртвой материей». Им подвластна стихия воды, и они способны вызывать дождь во всех местах, в которых оказывались. Однако в дальнейшем Стругацкие разуверились в созидательных возможностях сверхсуществ и возможности исполнения ими функции «стражей», преобразующих мир.
Роман (точнее, обе слагающие его повести) вызвал как минимум два послетекста в русской литературе. В 1996 году Ант Скаландис для антологии «Время учеников» написал повесть «Вторая попытка», в которой ситуация «Гадких лебедей» вывернута зеркально (вместо дождя — жара; вместо детей-вундеркиндов — юные ветераны войны). Ранее, в 1986 году была опубликована повесть В. Николаева «Якорь спасения», где речь идёт о приборе, измеряющем гениальность литературных произведений, причём упор был сделан именно на описании работающей машины. Основой сюжета сделан технический сбой, когда машина выдала за гениальное самое обыкновенное произведение, и описано, к чему это привело. Совпадение явное, хотя «Хромая судьба» была опубликована несколько позже, чем повесть В. Николаева. Некоторые сюжеты, целый калейдоскоп которых рассыпан по «Хромой судьбе», можно определить как автопаратекст, то есть авторскую рефлексию собственных произведений. Присутствует и сюжет раскола человечества и его последствий: в одном из сюжетов Сорокина и в сценарии «Пять ложек эликсира» бессмертие доступно всего лишь пятерым человекам. Помимо «Мензуры Зоили» Акутагавы (явно обозначенного претекста), на русском языке существует рассказ Роальда Даля «Месть злейшим врагам», переведённый и опубликованный в 1987 году. В основе его сюжета — судьба супер-ЭВМ, которая способна писать рассказы и романы на вполне приемлемом литературном уровне после закладки определённых лингвистических и литературоведческих параметров. Написание романа занимало примерно пятнадцать минут. Данный рассказ, несомненно, параллелен «Хромой судьбе».

### Мистика и стратегия нарратива

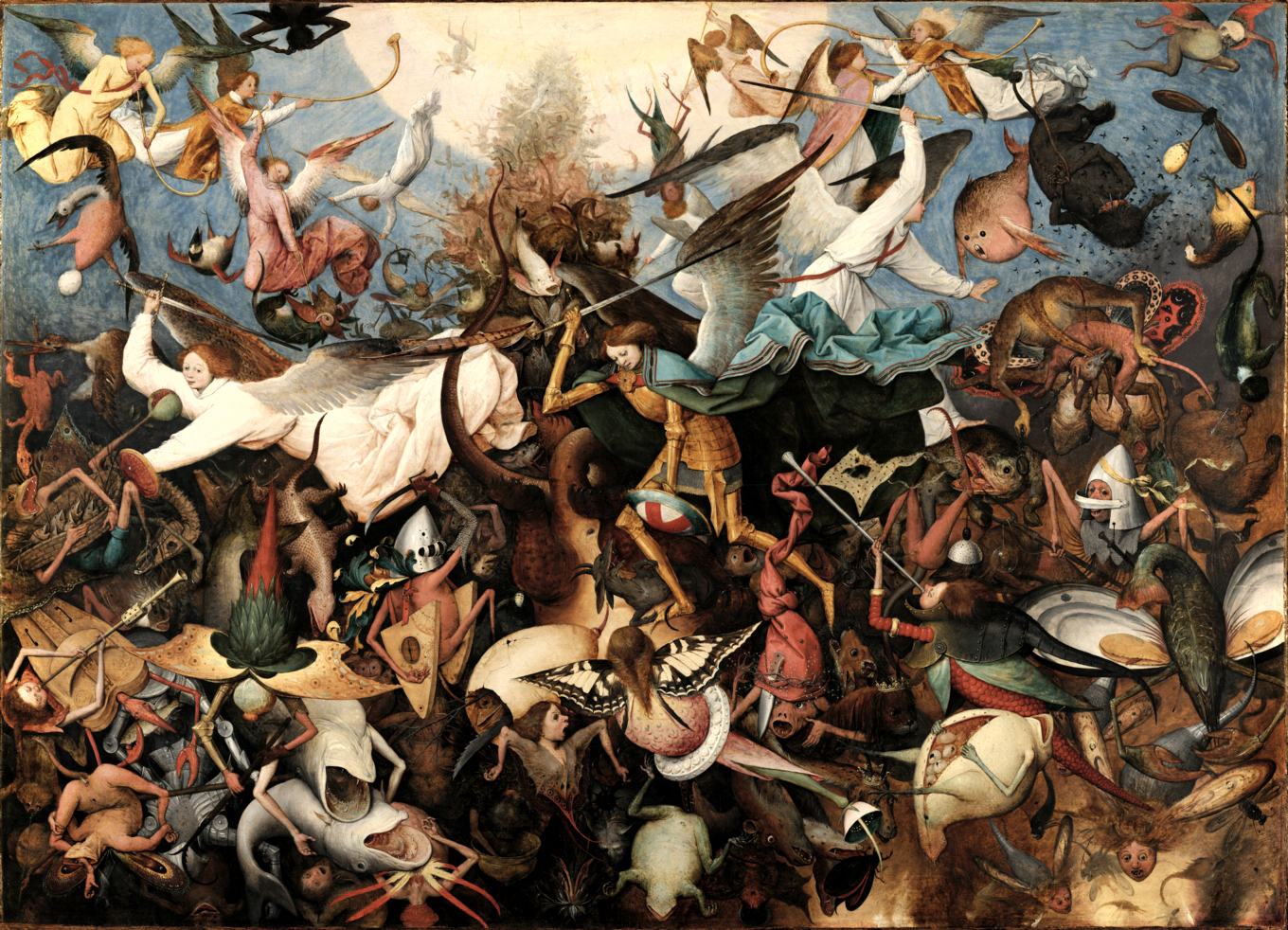
Падение мятежных ангелов — картина фламандского живописца Питера Брейгеля Старшего (1562)

И. В. Неронова следующим образом характеризовала нарративную стратегию, использованную в «Хромой судьбе»: повествование ведётся от первого лица и ограничено сферой прямого видения и пространством нахождения персонажа — для повествования избираются только те события, участником которых является Феликс Сорокин. Борис Стругацкий также подчёркивал, что по авторскому замыслу весь роман должен был состоять из «начатых и незаконченных историй», поскольку в значительной степени из таких неоконченных историй состоит реальный мир. То есть главная сюжетная линия включает множество других сюжетов, не связанных с основным действием, но являющихся необходимым звеном для интерпретации и исключённых при этом из повествования и знания главного героя. Повествование от первого лица указывает, что сведения о мире должны быть удостоверены персонажами, и только тогда они получают статус фактов. Ни один из мистических эпизодов такого удостоверения не получает: например, происходящее на Банной (ещё до первого визита туда Сорокина) вызывает ожесточённые споры писателей, наблюдения которых не соответствуют друг другу: «Дисциплинированный Гарик сходил туда сразу же, ещё в октябре. Абсолютно ничего интересного. Довольно убогая машина, может быть, ЕС-1020, а может быть, и вовсе какой-нибудь „Минск“ поплоше. Сидит тунеядец в чёрном халате, берёт у тебя рукопись и по листочку суёт её в приёмную щель. На дисплее загораются цифры, а засим можешь спокойно идти домой. Жора, побывавший там под самый Новый год, возразил, что никакой машины там не было, а были там какие-то серые шкафы, тунеядец был не в чёрном халате, а в белом и пахло там печёной картошкой». Когда же с мистическими сюжетами сталкивается сам Сорокин, то он воспринимает их в бытовом ключе, описывая как странные, но не выходящие за пределы возможного. Рассказ падшего ангела он сравнивает с сюжетами Герберта Уэллса, воспринимая это как банальное попрошайничество, пусть и весьма оригинальное. Во всех подобных эпизодах подтверждение мистической природы случившегося не происходит. Когда Сорокин отдаёт партитуру труб Страшного суда знакомому композитору, эта сюжетная линия обрывается комическим образом: Гога Чачуа даже не понял, что находится у него в руках, его беспокоит проигрыш любимой спортивной команды. Здесь активно используется конфликт формы и содержания и сознательно происходит обман читательских ожиданий. С одной стороны, о
мистическом повествуется как о бытовом, всем странным событиям даётся реалистическое объяснение, с другой — бытовые события приобретают на короткое время оттенок необычайного.
Так как Сорокин постоянно говорит о некоем кудеснике, ведающем его личной судьбой, он персонифицирует абстрактное понятие Судьбы, вынесенное в заглавие романа. Феликс Александрович вполне допускает то, что оператор машины по измерению писательского таланта Михаил Афанасьевич и есть Булгаков, любимый им писатель, о чём говорится в одной из предыдущих глав. С другой стороны, всё, происходящее с Сорокиным может быть истолковано совершенно реалистически, в том числе таинственный мафусаллин из номерного института (именно это объяснение в данном конкретном случае Феликс и принимает). Резкие обрывы сюжетов, использованных в реалистическом регистре, позволяют ввести в повествование ряд странных совпадений. Если же последовательно переключиться на фантастику, получится следующий ряд: мафусаллин — действительно эликсир бессмертия, грязноватый молодой человек с партитурой — действительно падший ангел, и в определении личности Михаила Афанасьевича Сорокин тоже не ошибся. То есть в реальности мира «Хромой судьбы» на самом деле действуют отношения «текст — реальность», обратные действительности: текст является для реальности порождающим фактором. В точке неопределённости интерпретации, когда читатель не в состоянии определить, в реалистическом или же сверхъестественном ключе трактовать описываемое, возникает эффект фантастического. При этом Стругацкие не использовали обычного для них открытого финала, что связано с установкой на реалистическую традицию, в которой читатель не ощущает отсутствия информации об описываемом мире.
В диссертации Ивонн Хауэлл 1994 года «Хромая судьба» была вписана в контекст русской апокалиптической беллетристики, и особенно «Мастера и Маргариты». Исследовательница считала, что интерес Стругацких к эсхатологии определялся их жизненным опытом «постапокалиптического» поколения, родившегося после революции и пережившего войну. Двойная структура романа отражает двойственность бытия Сорокина, который работает как в русле официальной литературы, так и в оппозиции к ней. Он живёт во вполне осязаемом физически Третьем Риме и пишет о городе, в котором идёт древняя как мир борьба добра со злом; граница между этими городами легко проницаема. И в современный московский быт проникают фантастические персонажи и события из символической реальности. Так, начавший за писателем слежку тип в клетчатом пальто явно напоминает Коровьева-Фагота. В романе «Мастер и Маргарита» материализация «клетчатого гражданина» на глазах у Берлиоза является первым признаком надвигающейся гибели редактора, которой этот «клетчатый» оказывается единственным свидетелем. В непрерывном диалоге с Булгаковым Сорокин выступает в роли современного Мастера, совершенно ясно понимая: «Никогда при жизни моей не будет это опубликовано, потому что не вижу я на своём горизонте ни единого издателя, которому можно было бы втолковать, что видения мои являют ценность хотя бы ещё для десятка человек в мире, кроме меня самого». Принципиальным отличием романа Стругацких от объекта полемики у Булгакова является то, что в мире Сорокина в принципе отсутствует религиозное измерение и возникшая пустота заполнена вездесущей идеологической системой. То, что было в 1930-е годы для Булгакова «водевильными шалостями Воланда», для Сорокина часть повседневности: цензура, триумф атеизма и массовое промывание мозгов.

Вот сейчас утро. Кто сейчас в десятимиллионной Москве, проснувшись, вспомнил о Толстом Эль Эн? Кроме разве школьников, не приготовивших урока по «Войне и миру»… Потрясатель душ. Владыка умов. Зеркало русской революции. Может, и побежал он из Ясной Поляны потому именно, что пришла ему к концу жизни вот эта, такая простенькая и такая мертвящая мысль.

А ведь он был верующий человек, подумал вдруг я. Ему было легче, гораздо легче. Мы-то знаем твердо: нет ничего ДО и нет ничего ПОСЛЕ. Привычная тоска овладела мною. Между двумя НИЧТО проскакивает слабенькая искра, вот и всё наше существование. И нет ни наград нам, ни возмездий в предстоящем НИЧТО, и нет никакой надежды, что искорка эта когда-то и где-то проскочит снова.

## Критическое восприятие
Сразу после выхода журнального варианта «Хромой судьбы» повесть вызвала интерес критиков. В объёмном отзыве С. Пискуновой и В. Пискунова из журнала «Октябрь» подчёркивалась связь фантастики с «мениппейной» мэйнстримной прозой и отмечалось, что творческая эволюция Стругацких шла от «чистой фантастики», в кривых зеркалах которой отражалась действительность, к «репортажному» воссозданию писательского мирка Москвы. Жанр повести определялся как «текст о текстах» и в этом отношении стандартен для гротескно-фантастического жанра, ориентированного на вторичность создаваемого художественного мира и основанного на цитировании и аллюзиях. «Хромая судьба» также вполне сопоставима с «Альтистом Даниловым», в первую очередь из-за согласованности «полёта» и «быта». В то же время факт, что все события вокруг Сорокина можно истолковать двояко, трояко и в энной степени, позволяет понять, что он стал объектом некоего эксперимента. Возможность такого истолкования в журнальном варианте подчёркивалась перекличкой с «Градом обреченным», в мире которого действительно проводился Эксперимент, главным условием которого была неясность целей. Марк Амусин, рассматривая журнальный вариант «Хромой судьбы» в контексте всего творчества Стругацких, отмечал, что эта вещь построена на демонстрации писательской «технологии». Каждое из происшествий с Феликсом Сорокиным может быть развёрнуто в целостное фантастическое или авантюрно-приключенческое произведение, но «дразнящие эти возможности» остаются нереализованными. Витающая надо всей конструкцией тень Михаила Афанасьевича Булгакова придаёт рассуждениям о природе и психологии творчества, критериям оценок и мотивов деятельности писателя «особую остроту и многозначность».
Философ Вячеслав Сербиненко рассматривал творчество Стругацких в утопическом контексте. В его статье 1989 года «Хромая судьба» и «Гадкие лебеди» рецензировались вне всякой связи друг с другом, по журнальным публикациям, при этом «Гадкие лебеди» анализировались намного объёмнее и глубже. В глобальном смысле «Хромая судьба» может обозреваться через призму генеральной темы Стругацких — контакта с космическим сверхразумом, опираясь на подсказку: Сорокин сообщает о том, что написанная им книга «Современные сказки» — это «Марсианские хроники» Брэдбери «навыворот», рассказ о том, «как осваивали нашу Землю» «чужаки», «пришельцы». В. Сербиненко отказывался «видеть в данном герое некий совокупный автопортрет писателей, даже несмотря на то, что его биография вроде бы соответствует анкетным данным старшего из братьев». Контакт осуществляется и на другом уровне в виде прямой переклички с М. А. Булгаковым. В финале «Хромой судьбы», в интерпретации философа, дух Булгакова окончательно перерождается в Воланда: «Стругацкие явно недооценили дистанцию и слишком решительно вступили на чужой творческий берег как на свой собственный». Соответственно, и Михаил Афанасьевич «напоминает самоуверенного чужака, пытающегося действовать в мире, для него неблизком и малознакомом».
В XXI веке литературно-критическое восприятие романа практически не изменилось. В биографии А. Скаландиса «Братья Стругацкие» автор называет «Хромую судьбу» самодостаточным произведением, которое не нуждалось в дополнениях из «Града обреченного» и «Гадких лебедей». Кроме того, это единственная в творчестве Стругацких попытка написать автобиографическую повесть и единственная повесть, в которой отражена топография и жизнь реальной Москвы. В книге Дмитрия Володихина и Геннадия Прашкевича, вышедшей в серии «Жизнь замечательных людей», подробнейшим образом с цитатами пересказано содержание и сделан вывод, что рано или поздно Стругацкие должны были обратиться к тематике писательской судьбы. В монографии политолога Ю. Черняховской «Хромая судьба» рассматривается как проходной текст, диагностирующий глубочайший кризис социального оптимизма Стругацких, переход их к состоянию идеологического вакуума: «Они теряют связь с коммунистической системой ценностей, но принять капиталистическую
не могут». Философ Борис Межуев в 2010-е годы предложил ревизионистский пересмотр творчества Стругацких, связанный с переоценкой роли братьев-соавторов в творческом тандеме и их идеологической и мировоззренческой эволюции:

Очень заметно, что на старшего из братьев оказал огромное влияние великий роман Булгакова, и всё, что создавал преимущественно Аркадий Натанович, было отмечено явным литературным соперничеством с автором «Мастера и Маргариты»: здесь и «Хромая судьба» с хорошо знакомым конфликтом писательской среды и одинокого мастера с обречённым на безвестность романом <…>. …Тот налёт «мизантропии», который очень уловим у «зрелых» Стругацких, скорее всего, был свидетельством всё увеличивающейся роли младшего брата в этом загадочном творческом тандеме.

### Комментарии
1. ↑  Название созвучно имени ветхозаветного патриарха Мафусаила, прожившего 969 лет. То есть это некий аналог «живой воды»[8].
2. ↑  Как обычно у Стругацких, работа была начата с подробной характеристики главного героя.

Феликс Александрович Сорокин, 56 лет.

Официально известен как автор пьесы «Товарищи офицеры», а затем романа «Равнение на середину».

Биография Арк<адия> Стругацкого. В 1943 г. должен был погибнуть на Курской дуге вместе со всем училищем, но за два дня до отправки его откомандировали в Военный Институт.

1949 — кончает Институт, откомандиров<ан> в Зап<адно-Сибирский> воен<ный> округ.

1952 — проштрафился, загремел на Камчатку.

1954 — переведен в Управление ДВВО в Хабаровск.

Пишет пьесу «Тов<арищи> офицеры», пьеса в жилу (против маршала Жукова, за политработников), получает премию. Принимается за роман.

1955 — отсыл романа в Военное из<дательст>во, получает договор и добивается демобилизации. Переезж<ает> в Москву.

С женой развелся в 1952 г., ребёнок родился на обратном пути из ЗАГСа в 1949 г. Есть дочь с зятем, кот<орые> живут
на его старой квартире, а он — в однокомнатной квартире.

1957 г. — вышел роман «Равнение на середину», славы не принёс, но приняли в СП и дали адм<инистративный> ход:
член комиссии военной прозы, рецензии, семинары, поездки в части, очерки в военную прессу.

1939 г. — школьником написал сочинение <по> лит<ерату>ре — первый фантастич<еский> рассказ.

Химия, физика, астрономия, математика — школьные увлечения, да и в армии тоже.

Всю жизнь пописывал сказки, научную фантастику, хобби, полузапретное наслаждение.

С 1960 — осмелился дать несколько сказок в редакцию, опубликовали, стали даже приглашать на заседания Комиссии по фантастике. Широк<ие> массы знакомых осудили. Поэтому балуется тайно. Гл<авным> образом в виде разработанных сюжетов. Или отрывки.

В 1976 г. — решается приняться за роман, начинает писать. К 1981 г. — готовы уже две части ГО.

По-прежнему не уверен в себе. Человек, который ни разу в жизни не был уверен, что он прав[21].
3. ↑  История первой любви была А. Н. Стругацким написана во время работы над сценарием фильма «Сталкер» между 20 июля и 1 августа 1977 года. При включении в текст романа были заменены почти все имена и фамилии, кроме соседки Анастасии Андреевны, и сделаны маленькие дописки про Люсю Неверовскую, здесь же Рита была обозначена как «последняя женщина» Феликса Сорокина[23].
4. ↑  Среди первых читателей был Евгений Войскунский, в дневнике которого от 22 марта 1983 года рукопись оценена как «сильная, неординарная проза»[27].
5. ↑  Критик В. Дьяконов, напротив, утверждал, что от объединения пострадали оба произведения. «ХС написана усталым, измученным писателем, а ГЛ — писателем относительно молодым, активным, верящим, что „все перемелется“. И дух времени совсем другой. Это чувствуется по тексту, и достоверность Синей Папки резко падает. Сорокин мог бы написать такое в 1966-м»[33]. Польский литературовед Войцех Кайтох также утверждал, что «„Град обреченный“…, пожалуй, …был там более к месту с точки зрения свойственного этому произведению духа абсурда»[34]. Впрочем, исходя из художественных задач Стругацких и характериологических требований к главному герою тот же В. Кайтох признавал выбор «Гадких лебедей» оправданным и получившийся гибрид «можно читать не как механическое сложение, но как единое целое»[35].
6. ↑  В этом варианте главы о Феликсе Сорокине не имели заглавий и обозначались арабскими цифрами. После главы 1 следовали две начальные главы первой части «Града обреченного», обозначенные «Глава первая» и т. д. После главы 4 (с историей падшего ангела) были помещены главы третья и четвёртая «Града». В главе 5 Михаил Афанасьевич читает заключительный абзац части шестой и всего романа «Град обреченный».
7. ↑  К роману Булгакова восходят и эпизод с бдительной старушкой-вахтёром, не желающей пропускать Сорокина в ресторан Клуба, и эпизод, когда Сорокин, проходя в Институт на Банной, представляется именем «Есенин».
8. ↑  Биограф Стругацких Ант Скаландис ещё в 2008 году сомневался, «было ли это вообще лично с ним»[1].
9. ↑  По наблюдению Е. С. Кукушкиной, название романа следует понимать на одном из уровней совершенно буквально, ибо Феликс Сорокин страдает перемежающейся хромотой[70].
10. ↑  Писатель-халтурщик
Петенька Скоробогатов, по прозвищу Ойло Союзное, ухитрился во время очередного такого собрания в Институте лингвистических исследований посреди заунывной фразы об «укреплении и повышении трудовой дисциплины всех и каждого, морально-нравственного уровня каждого и всех, духовной чистоты, личной честности» вставить: «И животноводство!» Фраза эта попала в роман из реально проводимой в застойные годы литературной конференции[75].
11. ↑  Внутри этой группы выделяется зеркальная пара: доноситель Гнойный Прыщ, надевший маску писателя, и его двойник О. Орешин, повадки которого обычному человеку понять вообще невозможно[77].
12. ↑  Как отмечали литературоведы С. Пискунова и В. Пискунов, пальто, которое можно носить навыворот, одновременно намекает и на шута, и на чёрта[77].
13. ↑  Та же история повторяется с Измерителем писательского таланта: «…Всё то, что вы мне сейчас рассказали, это замысел комедии, которую покойный Анатолий Ефимович хотел написать… — А, да, — произнес он, как бы вспомнив. — Только он, знаете ли, не только хотел написать. Он и написал эту комедию. Он и себя там вывел — под другим именем, конечно. А в марте пятьдесят второго года всё это в Кукушкине и произошло… Что-то резануло меня в этой последней фразе, но я уже зацепился за другую…»[80].
14. ↑  Как отмечала В. В. Пискунова, имя Риты также отсылает к роману Булгакова (сокращение имени Маргарита)[85].
15. ↑  Философ Е. В. Суровцева (МГУ) в своём анализе использовала аргументацию А. В. Кураева, говоря, что атеистически воспитанные Стругацкие принципиально неверно истолковали булгаковскую формулу «рукописи не горят» и полемизировали с нею. Андрей Кураев ставил акцент на том, что формула эта вложена в уста Воланду и должна пониматься как претензия, что инспирированная сатаной рукопись Мастера должна встать вровень с каноническими Евангелиями или заменить их. Стихия огня может восприниматься как Божий суд, то есть Воланд распоряжается рукописью, уже прошедшей высший суд стихии. «О том, как горят церковные книги, хорошо знал советский читатель 30-х годов, а потому и несгораемое творение Воланда презентовалось как достойная замена канонических Евангелий», тем более что в редакции 1938 года перед последней скачкой в Покой Мастер пускает на растопку книгу, то есть Библию, которая отлично горит, в отличие от его манускрипта[60].
16. ↑  В. П. Изотов, напротив, утверждал, что у обеих повестей «Хромой судьбы» открытый финал, так как Стругацкие никак не помогают своему читателю однозначно трактовать произведение[107].